# Lasioglossum acephaloides
Lasioglossum acephaloides är en biart som först beskrevs av Blüthgen 1931.  Lasioglossum acephaloides ingår i släktet smalbin, och familjen vägbin. Inga underarter finns listade i Catalogue of Life.